# Adobe GoLive
Adobe GoLive est un éditeur HTML de type WYSIWYG racheté par Adobe Systems en 1999. GoLive n'est plus développé ni vendu depuis 2008.

## Historique
Son grand concurrent est Dreamweaver développé par Macromedia. Le rachat de Macromedia par Adobe en avril 2005 a donc permis à Adobe de supprimer de la "Creative Suite" l'un des deux logiciels, en l'occurrence Adobe GoLive, jugé moins performant par les professionnels.
GoLive a été créé vers 1996 par gonet Communications, entreprise partagée entre la Californie et l'Allemagne (Hambourg). Il s'appelait alors Golive Pro. Selon Robert Cailliau, c'était de loin l'éditeur HTML le plus avancé de son temps. Mais il ne fonctionnait que sur Apple Macintosh, ce qui réduisait son marché. En 1997 Golive Pro est devenu CyberStudio et c'était le produit phare de l'entreprise GoLive. Enfin en 1999 Adobe rachète GoLive.